# مجلس نمایندگان میانمار
مجلس نمایندگان میانمار (برمه‌ای: ပြည်သူ့ လွှတ်တော်) مجلس سفلای نظام دو مجلسی این کشور است. این مجلس دارای ۴۴۰ نماینده است که ۳۳۰ نفر از طریق انتخابات و ۱۱۰ نفر توسط نظامیان انتخاب می‌شوند. آخرین انتخابات مجلس در نوامبر ۲۰۱۵ برگزار شد. 